# Ectropis inversa
Ectropis inversa är en fjärilsart som beskrevs av Fletcher 1958. Ectropis inversa ingår i släktet Ectropis och familjen mätare. Inga underarter finns listade i Catalogue of Life.